# Eulàlia Bosch i José
Eulàlia Bosch y José (Barcelona, 1949) es una filósofa, profesora, escritora, curadora de arte y diseñadora de programas educativos vinculados a las artes españolas.

## Biografía
Nació en Barcelona y estudió filosofía. Bosh y José ha sido profesora de filosofía y profesionalmente se ha centrado en explorar la capacidad educativa de las artes. Ha combinado su faceta docente con la organización de exposiciones la edición de libros y la escritura.  
Entre sus publicaciones destacan libros como El placer de mirar publicado en 1998 o ¿Quién educa a quién'  en 2003. 
Entre 1984 y 1994, fue fundadora y directora del Instituto de Investigación por la Enseñanza de la Filosofía (IREF). Un año después en 1995  
creó y dirigió el Servicio educativo del Museo de Arte Contemporáneo de Barcelona (MACBA) hasta 1998. Ha colaborado y promovido además  proyectos y publicaciones de ámbito internacional, como On being human  un libro sobre una exposición de la Jane Alexander en la Catedral de Durham, Inglaterra, en el 2009.  
Y Comisariado algunas exposiciones, como Criaturas misteriosas, La caja mágica, Ver la luz, y Te envío este rojo cadmio.

### Exposiciones
- La caja mágica (1994): reúne obras de Jorge Oteiza, Sergi #Aguilar, Xano Armenter, Miguel Ángel Campano, Rafel Joan, Miquel #Navarro, Perejaume y Juan Urrios; y trata sobre metáforas entre las ciudades y las cajas: "abrir La Caja Mágica es una ocasión muy especial y, por eso, lo hemos reservado a una caja de cajas, la ciudad", "las ciudades, #cómo las cajas, no han sido nunca de una sola pieza. Y a las ranuras, ya se sabe, es donde los magos se encuentran más a gusto"[3]
- Ciudades Educadoras: Acciones Locales, Valores Globales (2009): la exposición itinerante nace con tres objetivos básicos:

1. Desarrollar la potencialidad educativa presente a los procesos de toma de decisiones que afectan a colectivos sociales amplios. 
2. Favorecer una cierta atmósfera de complicidad entre programadores y participantes en las propuestas que regulan la convivencia y la participación democrática a la vida cotidiana de las ciudades. 
3. Visualizar algunas de las mejoras colectivas que pueden lograrse si la comunicación entre los gobiernos locales y los diferentes colectivos ciudadanos son más abiertas y más fluidas

### Publicaciones

#### Como autora
- Ver la luz. Eugènia Balcells (catálogo de la exposición al MACBA, textos de Eulàlia Bosch y del artista, Ediciones del Ensanche y MACBA, 1996), #ISBN 84-920989-9-6
- El placer de mirar. El museo del visitante (editado en catalán, castellano e inglés por Ed. Actar, #Barcelona, 1998), #ISBN 9788489698727
- Quién educa a quién? (editado en castellano por Ed. Laertes, #Barcelona, 2003, en portugués por Ed. Autêntica, #Belo Horizonte, 2006 y en catalán por Ed. Eumo, #Vic, 2013), #ISBN 9788475845166
- Educación y vida cotidiana. Historias breves de larga duración (editado en catalán por Eumo Editorial #Vic, 2003, en castellano por Ed. Laertes, #Barcelona, 2003, y en inglés por Hawker Brownlow Education, #Australia, 2005), #ISBN 9788497660334
- Un lugar denominado escuela (en catalán y castellano, Ed. Escalón #Barcelona, 2009). #ISBN 9788478277254
- Blue blue Elefante. Las voces de una escuela (editado en castellano por Blue Blue Elefante, Minas, Uruguay, 2015)[5]

#### Como editora
- Te mando este rojo cadmio… Cartas entre John Berger y John Christie, (editado en castellano, inglés y alemán, al cuidado de Eulàlia Bosch. Actar #Barcelona, 2000) #ISBN 9788495273338
- Paisajes embrionarios, Ariel #Ruiz y Altaba (editado en castellano e inglés, al cuidado de Eulàlia Bosch, Actar, #Barcelona, 2001), #ISBN 9788495273925
- Educación y vida urbana: 20 años en Ciudades Educadoras (libro conmemorativo de los 20 años de Ciudades Educadoras), (editado en castellano, inglés y francés por Artes Gráficas Bobalà, S.L. 2008 y en catalán al 2009), #ISBN 9788429461572
- Dónde ser humano, con ocasión de la instalación del mismo nombre hecha por la Jane Alexander a la Galilee Chapel a la Catedral de Durham, UK (editado en inglés por Eulàlia Bosch y Adela de Bara, Lento, 2009)[6]
- Margherita (Franco di Francescantonio. Editado en italiano por Eulàlia Bosch y Adela de Bara. #Barcelona, 2005)

## Premios y reconocimientos
- En 2006 recibió la distinción de la Bufanda roja de parte del Ayuntamiento de Zarauz en reconocimiento de su tarea de apoyo y difusión de la obra y comportamiento ético de Jorge Oteiza